# Сан Мартино деле Скале (Палермо)
Сан Мартино деле Скале је насеље у Италији у округу Палермо, региону Сицилија.
Према процени из 2011. у насељу је живело 890 становника. Насеље се налази на надморској висини од 544 м.